# Atomic Power
Atomic Power ist ein US-amerikanischer Dokumentar-Kurzfilm von Jack Glenn aus dem Jahr 1946. Er erschien am 9. August 1946 in der Reihe March of Time als 13. Episode der 12. Staffel. Bei der Oscarverleihung 1947 war er für den Oscar in der Kategorie „Bester Dokumentar-Kurzfilm“ nominiert.

## Handlung
Die Episode aus der Dokumentarfilmreihe March of Time befasst sich inhaltlich mit der Kernenergie und insbesondere mit dem Bau der ersten Atombombe. Sie beginnt mit dem Anfang des Atomzeitalters und den ersten Kernreaktoren, legt den Fokus aber auf die Wissenschaftler Albert Einstein und Robert Oppenheimer und das Manhattan-Projekt.

## Hintergrund
Von den sogenannten „Vätern“ der Atombombe erklärten sich fast alle bereit im Film mitzuwirken. So spielten sie Szenen nach, die zur Entwicklung der Bombe beitrugen. Einstein und Leó Szilárd sind zu sehen, als sie den Appell zum Bau der Atombombe an Theodore Roosevelt richten. Im Film sind neben Einstein, Szilárd und Oppenheimer auch Vannevar Bush, Leslie R. Groves, James Bryant Conant, Enrico Fermi, Dean Acheson und Bernard Baruch zu sehen. Durch Druck, insbesondere durch Bush, Conant und das Office of Scientific Research and Development geriet der Film sehr viel positiver als vergleichbare Produktionen dieser Zeit. So legte der Filmverlauf dar, dass eine friedliche Nutzung der Atomenergie Ziel der Forschungen gewesen sei und die Atombombenabwürfe auf Hiroshima und Nagasaki nötig gewesen seien, um den Krieg zu beenden. Der Film entstand also mit mehr Unterstützung, als diese beim etwa zeitgleich entstandenen Langfilm The Beginning or the End vorhanden war. Dieser war wesentlich kritischer, was den Einsatz der Bombe betraf.